# Calvin Garrett
Calvin Eugene Garrett (Parsons, 11 luglio 1956) è un ex cestista statunitense, professionista nella NBA.

## Carriera
Venne selezionato dai Chicago Bulls al terzo giro del Draft NBA 1979 (47ª scelta assoluta).